# Чистый Ручей (Ростовская область)
Чи́стый Руче́й — посёлок в Кагальницком районе Ростовской области.
Входит в состав Калининского сельского поселения.

## География
Посёлок находится на правом берегу реки Россошь (приток Эльбузда).

## История
В 1987 году указом Президиума Верховного Совета РСФСР посёлку госконюшни присвоено наименование Чистый Ручей.

## Население
| 2010 |
| ---- |
| 25   |

## Улицы
В посёлке имеется одна улица: Луговая.